# Де-Білт
Де-Білт (нід. De Bilt, нід. вимова: [də ˈbɪlt] ( прослухати)) — місто і муніципалітет у Нідерландах, у провінції Утрехт.
Історична мала батьківщина американської династії мільйонерів Вандербільтів.

## Населені пункти муніципалітету
Крім безпосередньо міста Де-Білт, до складу однойменного муніципалітету входять такі населені пункти:
Села
- Білтговен
- Вестбрук
- Голландсхе-Радінг
- Грунекан
- Мартенсдейк

Селища
- Ахтерветерінг
- Ахттінговен
- Блаукапел
- Ніве-Ветерінг

## Топографія
Нідерландська топографічна карта муніципалітету Де-Білт, червень 2015 року

## Визначні мешканці
- Йоган Віллем Беєн (1897—1976) — нідерландський банкір, державний службовець, політик і дипломат.
- Ганс ван Брекелен (нар. 1956) — нідерландський футболист, зростав у Де-Білті.
- Ліза Вестергоф (нар. 1981) — нідерландська яхтсменка, олімпійка.

## Галерея

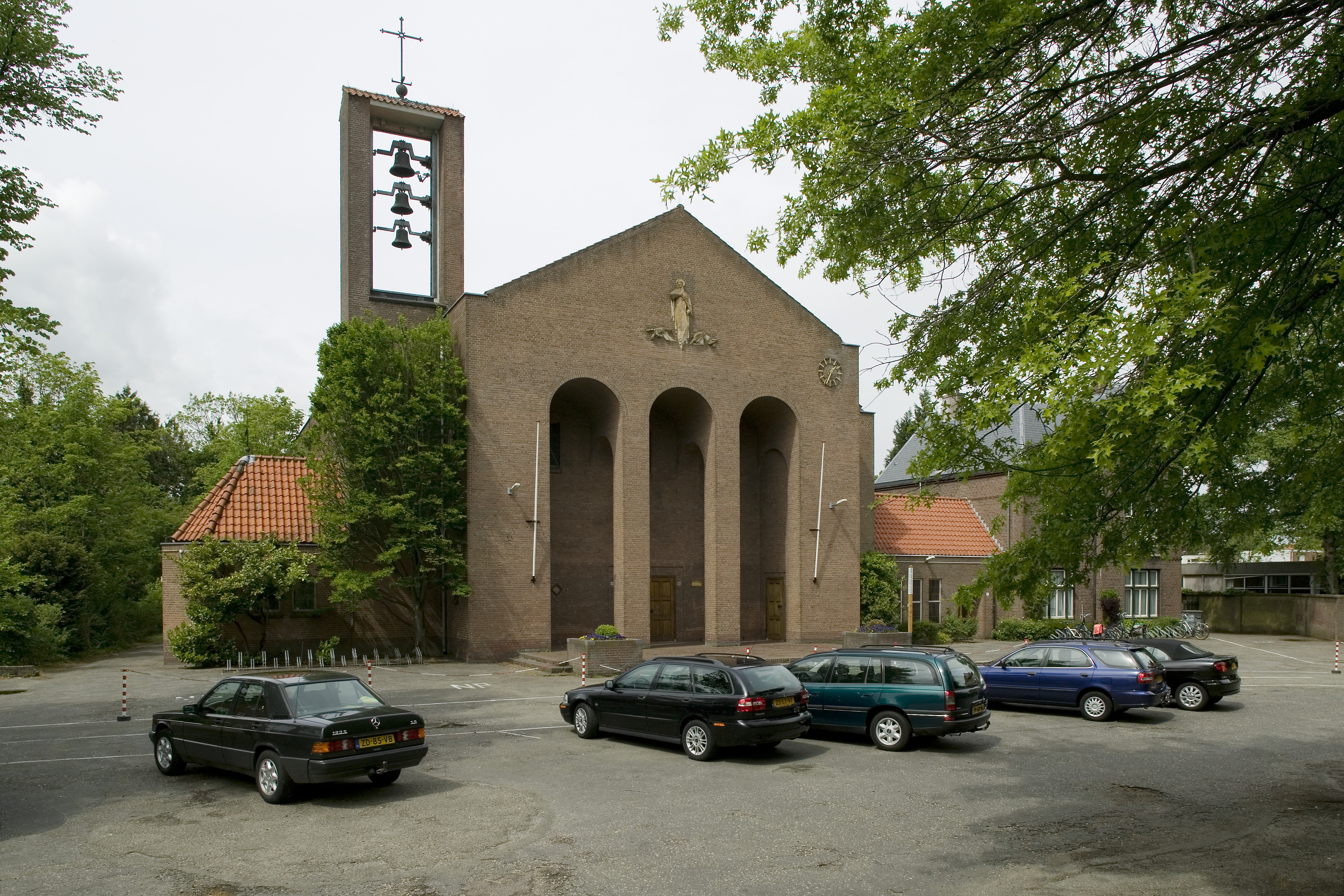
Церква в Де-Білті
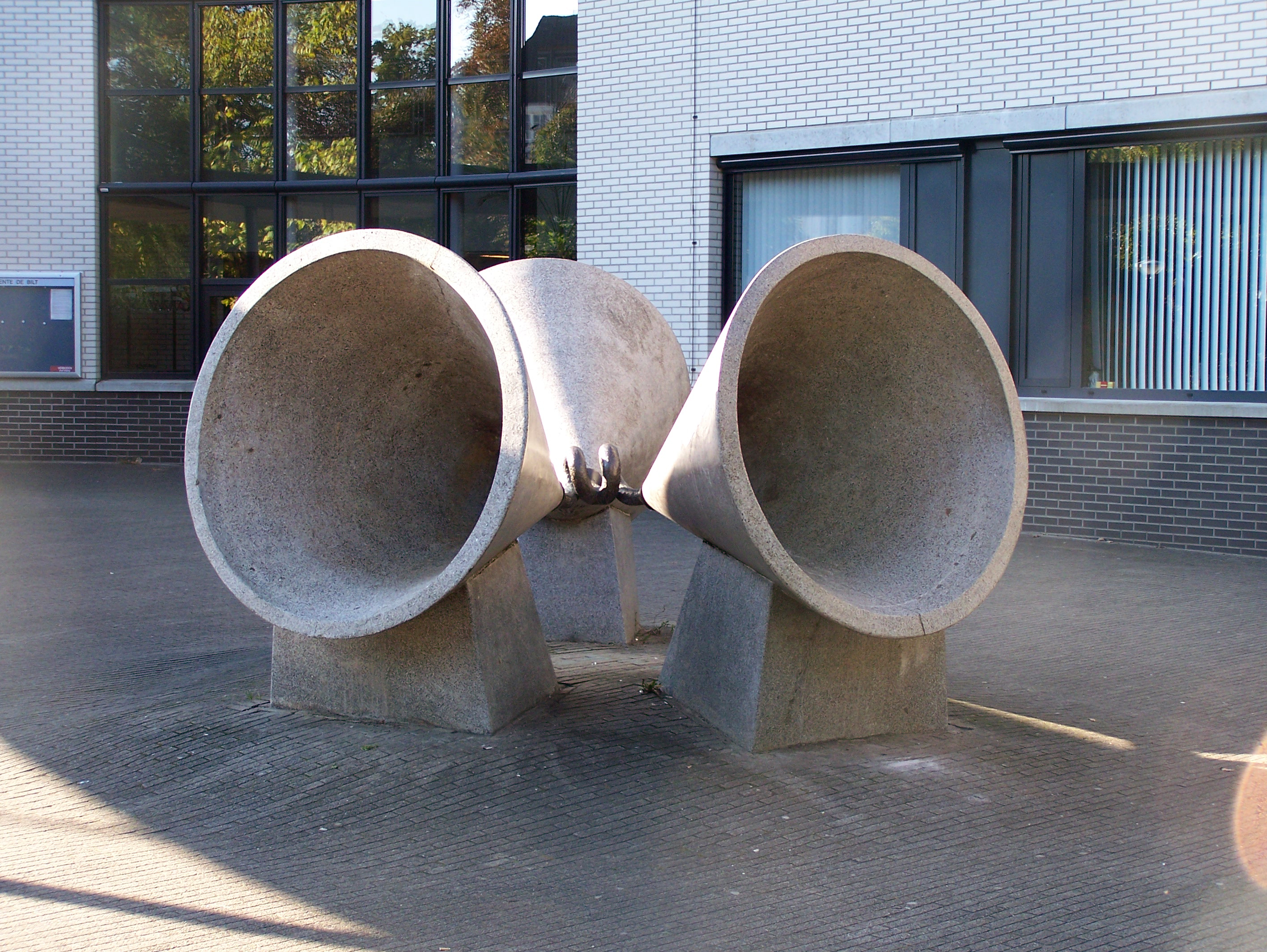
Арт-об'єкт
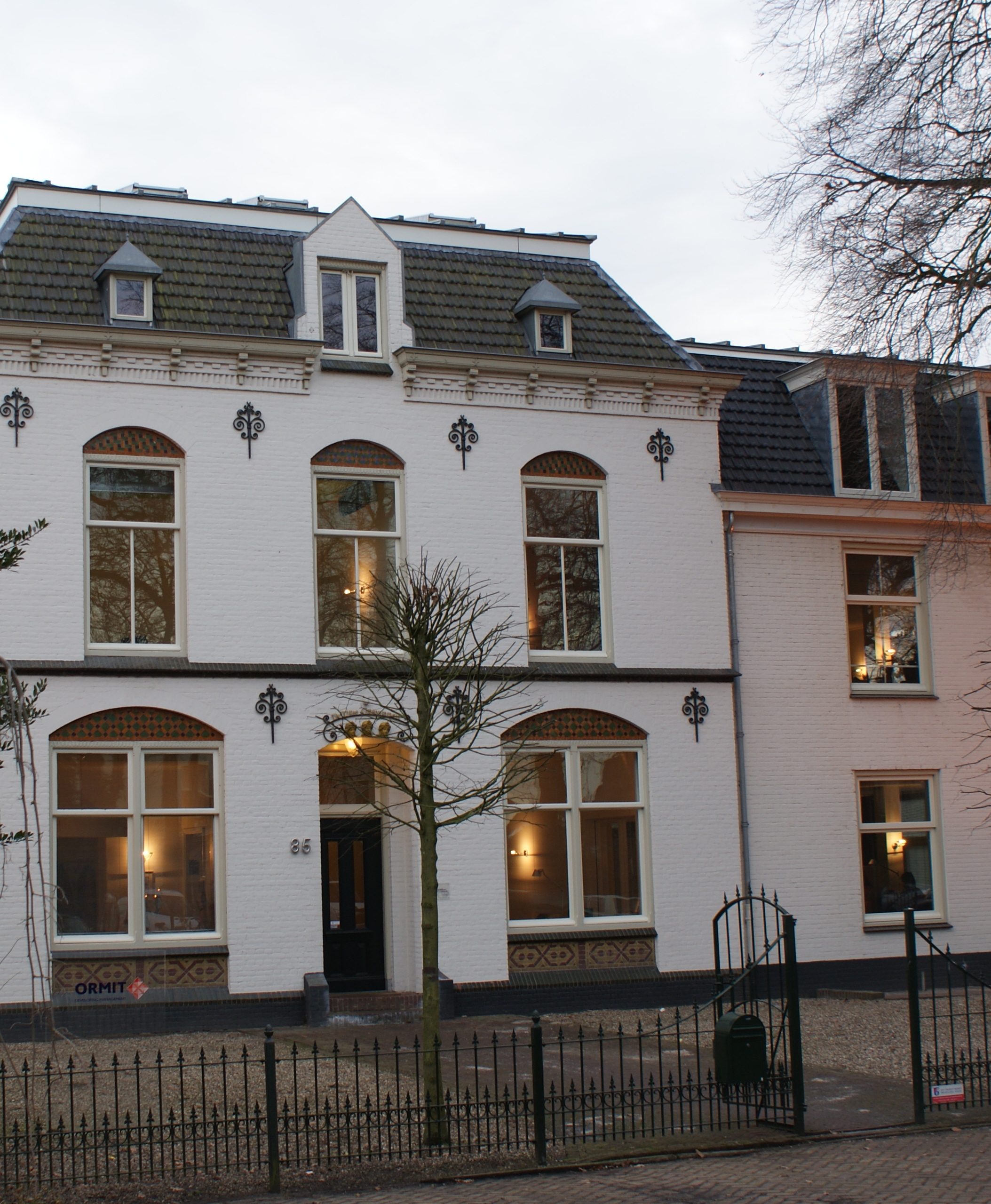
Адміністративна будівля
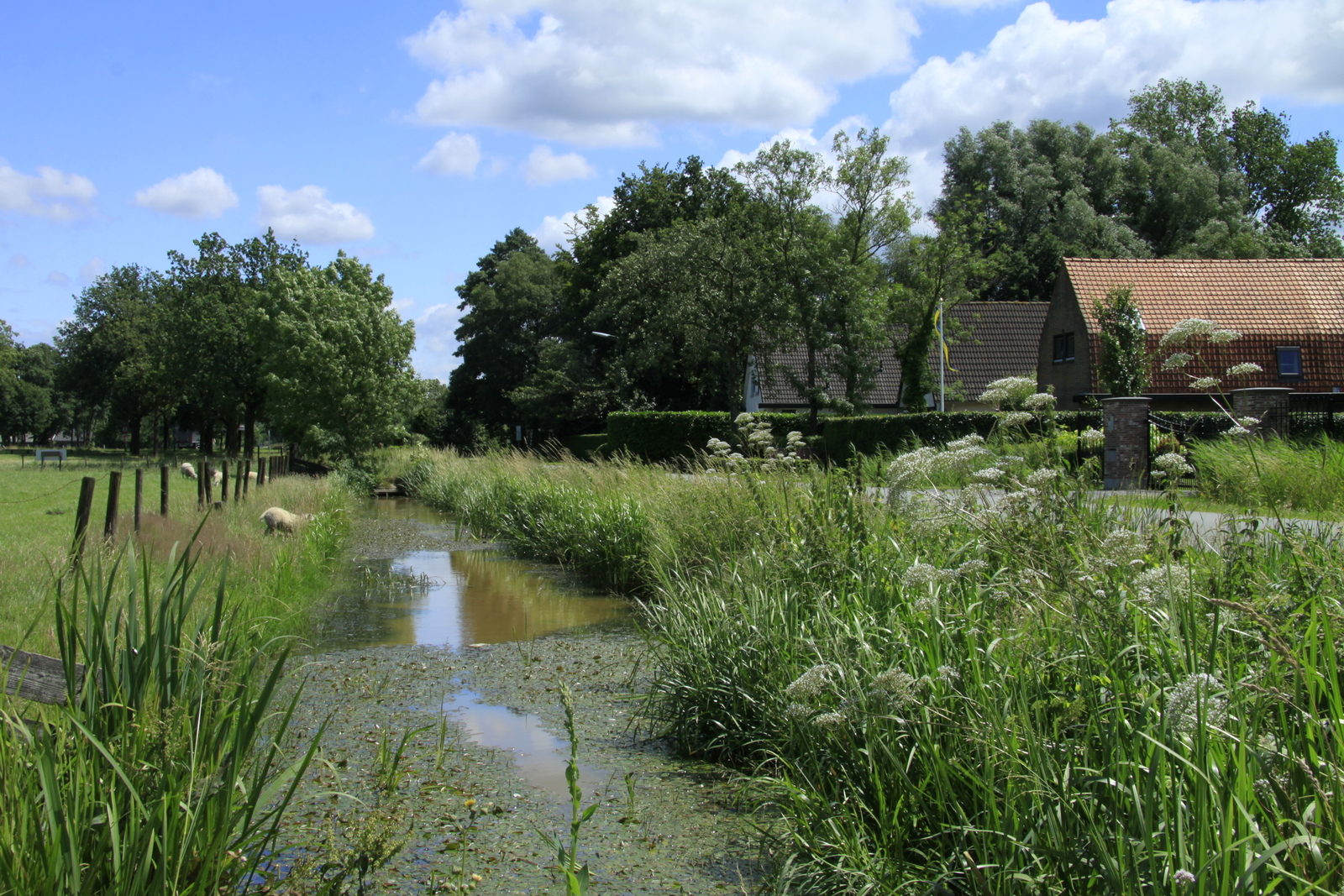
Ніве-Ветерінг